# Траян Конов
Траян Конов (Конев) Дончев (изписване до 1945 година: Траянъ Коневъ, Коновъ) е български просветен деец и общественик, деец на Македонската имиграция в България.

## Биография
Траян Конов е роден в град Прилеп, тогава в Османската империя. Работи като български учител в Битоля, но през 1913 година е прогонен от новите сръбски власти в България.
Установява се в Плевен, където е активен участник в Плевенското благотворително братство. Като такъв участва на обединителния конгрес на СМЕО и МФРО от януари 1923 година. Активен член е на Илинденската организация и е избран за неин секретар на Шестия редовен конгрес от 1931 година. Влиза в нейното ръководство и на Седмия, Осмия, Деветия, Десетия, Единадесетия и Дванадесетия конгрес на организацията между 1932 и 1942 година.
В 1938 година е избран за председател на Плевенското македонско благотворително братство.